# نشامیه
نشامیه (به عربی: نشامية) یک شهرداری در الجزایر است که در استان قالمه واقع شده‌است.
 نشامیه  ۹٬۱۱۳ نفر جمعیت دارد.